# DJ BOBO
DJ BOBO（本名：Peter René Baumann、1968年1月5日 - ）はスイスのシンガーソングライター・ダンサー・音楽プロデューサー。2007年のユーロビジョンスイス代表。過去にワールド・ミュージック・アワードでスイスで最も売れたアーティストとして表彰された。
またDJ BOBOは国連世界食糧計画の大使も勤め、2006年のイベントに参加した。

## ディスコグラフィ

### スタジオ・アルバム
- 『ダンス・ウイズ・ミー』 - Dance with Me (1993年)
- 『フリーダム』 - There Is a Party (1994年)
- World in Motion (1996年)
- Magic (1998年)
- Level 6 (1999年)
- Planet Colors (2001年)
- Visions (2003年)
- Pirates of Dance (2005年)
- Vampires (2007年)
- Fantasy (2010年)
- Dancing Las Vegas (2011年)
- Circus (2014年)
- Mystorial (2016年)[3]
- KaleidoLuna (2018年)